# Joktojodzsong Kim Bokcsu
A Joktojodzsong Kim Bokcsu (hangul: 역도요정 김복주, RR: Yeokdoyojeong Gim Bok-ju), angol címén Weightlifting Fairy Kim Bok-joo, 2016-ban bemutatott dél-koreai televíziós sorozat, melyet az MBC csatorna vetített I Szonggjong (Lee Sung-kyung), Nam Dzsuhjok (Nam Joo-hyuk), I Dzsejun (Lee Jae-yoon) és Kjong Szudzsin (Kyung Soo-jin) főszereplésével.

## Szereplők
- I Szonggjong (Lee Sung-kyung) (이성경): Kim Bokcsu (김복주, Kim Bok-joo)
- Nam Dzsuhjok (Nam Joo-hyuk) (남주혁): Csong Dzsunhjong (정준형, Jung Joon-hyung)
- I Dzsejun (Lee Jae-yoon) (이재윤): Csong Dzsei (정재이, Jung Jae-yi)
- Kjong Szudzsin (Kyung Soo-jin) (경수진): Szong Siho (송시호, Song Shi-ho)